# Херасков, Николай Павлович
Николай Павлович Херасков (2 (15) октября 1906, Владимир, — 11.9.1965, Москва) — советский геолог-тектонист, доктор геолого-минералогических наук (1965), один из основоположников учения о геологических формациях..

## Биография
Родился 2 (15) октября 1906 года в городе Владимир, в семье юриста. В 1908 году семья переехала в Москву.
В 1930 году окончил Московский университет.
В 1930—1934 годах работал в Научно-исследовательском институте удобрений.
В 1934—1941 годах работал во Всесоюзном институте минерального сырья (ВИМС).
В 1941—1945 годах работал в Башкирском геологическом управлении.
С 1945 года сотрудник Института геологических наук (в дальнейшем Геологического института) АН СССР.
По совместительству руководил отделом геологии Института минералогии, геохимии и кристаллохимии редких элементов.
Разрабатывал проблемы тектоники и закономерности образования полезных ископаемых.
Скоропостижно скончался 11 сентября 1965 года в Москве.

## Семья
Мать — Дунаева Надежда Ивановна.
Жена — (с 1930) Разумова-Хераскова Валентина Николаевна.
- Сын — Николай (род. 1931) — геолог.
- Дочь — Татьяна (род. 1939) — геолог, доктор геолого-минералогических наук.

## Награды и премии
- Орден «Знак Почёта».
- Премия имени А. П. Карпинского Президиума АН СССР, за книгу «Некоторые общие закономерности в строении и развитии структуры земной коры» (1963).
- Государственная премия СССР, за участие в составлении тектонических карт Евразии в масштабе 1: 5 000 000 и монографии «Тектоника Евразии» (1969, посмертно).